# KT 12

Situación en África de KT 12 y otros fósiles significativos

KT 12 o KT 12/H1, conocido también por el nombre de Abel (la mandíbula fue apodada Abel, en homenaje al geólogo de Poitiers, Abel Brillanceau, que murió en Camerún en 1989), es el fósil de una mandíbula con siete dientes de Australopithecus bahrelghazali, y que es el holotipo de dicha especie.
Fue el primer ejemplar del género Australopithecus encontrado al oeste del valle del Rift, a casi 2500 kilómetros de él.